# Rocío Viéitez Ferro
Rocío Viéitez Ferro (Campo Lameiro, Pontevedra, 1975) es una traductora española.

## Trayectoria
Estudió Filología Inglesa en la Universidad de Santiago de Compostela e inició el doctorado en lingüística pura en la Universidad de Oviedo, con la intención de estudiar las vocales y su evolución desde el inglés hasta la época medieval. Sin embargo, ella siempre quiso ser traductora y se presentó a las pruebas de acceso a la Universidad de Vigo, donde finalmente estudió Traducción e Interpretación.Traduce en varios idiomas, desde inglés, francés y portugués, hasta español y gallego.Comenzó su vida laboral en 2004 como traductora técnica y científica, y así fue durante diecisiete años.
El Museo Valle-Inclán de la Puebla del Caramiñal, en 2019 y con motivo de las XXI Jornadas de Homenaje a Ramón María del Valle-Inclán, le propuso que tradujera el cuento Mi bisabuelo, siendo esta la primera vez que se traducía al gallego (O meu bisavó). Desde entonces enfocó su carrera hacia la traducción literaria.
Siempre fue una lectora voraz que “vive leyendo y sobrevive leyendo”y como traductora sentía que faltaban libros que no estaban disponibles en gallego y tenían que estarlo. De esta manera, pensó en una serie de libros importantes para ella con la idea de crear una colección de todo el mundo, para ser traducidos y también educar en valores humanos.
En 2021 presentó Candemaia, su proyecto personal, a la editorial Laiovento y se lanzó ese mismo año. Viéitez tuvo claro que había que apostar por la literatura escrita y traducida por mujeres, "para que con historias de niñas, jóvenes y adultas, seamos un tejido más humano, más respetuoso". Además, cada libro contará con la aportación de un hombre, destacando así el espíritu igualitario de la colección que ella coordina y que contará con 30 títulos de todo el mundo.El proyecto Candemaia debe su nombre a las hijas de Rocío Viéitez, Candela y Amaia, asesinadas por su padre.
La primera publicación de esta colección fue Mociñas(Mujercitas) de Louisa May Alcott que se inicia con un prólogo de Kathleen March, profesora emérita de la Universidad de Mainey se abre con el poema Arrolaime, del poeta e ilustrador Héitor Picallo. Según Viéitez, eligió esta obra porque cree que es un clásico a reivindicar y porque su autora fue una mujer tremenda, culta, abolicionista, reformista y que escribió cosas que nadie más se atrevió a escribir.
Soños no limiar (Sueños en el umbral: Memorias de una niña del harén) fue la segunda traducción de Candemaia. Única novela de la socióloga y escritora Fatema Mernissi que escribe una autobiografía ficticia sobre su infancia en un harén de Fez en los años 40.
La siguiente obra que tradujeron fue O azul entre o ceo e agua (El azul entre el cielo y el agua) de la periodista y activista de derechos humanos Susan Abulhawa, una "historia de resiliencia, donde vemos cómo podemos resistir a pesar de todas las condiciones externas adversas gracias a la fuerza de las matriarcas".
Pertenece al Consejo de Cultura de Galicia desde 2022,siendo miembro de la comisión técnica temporal para el desarrollo del proyecto Seara, un portal en el que se pretende facilitar a la comunidad internacional el acceso a textos literarios gallegos mediante la traducción al inglés.

## Traducciones[15]
- Mociñas, (Mujercitas) de Louisa May Alcott, 2021, Colección Candemaia, Editorial Laiovento. [16]
- Soños no limiar (Sueños en el umbral: Memorias de una niña del harén), de Fatema Mernissi, 2022, Colección Candemaia, Editorial Laiovento. [17]
- O azul entre o ceo e a auga (El azul entre el cielo y el agua), de Susan Abulhawa, 2023, Colección Candemaia, Editorial Laiovento. [18]
- O meu bisavó (Mi bisabuelo), de Ramón María del Valle-Inclán, 2019, dentro del primer volumen de una serie de cuentos titulada Arcas de Bradomín, del Museo de Valle-Inclan da Pobra do Caramiñal . [19]